# Maria Thompson
Maria Thompson é uma cientista americana e administradora académica que foi a 7ª presidente da Coppin State University. Ela foi a primeira mulher presidente.

## Infância e educação
Maria Thompson é de Nashville, Tennessee. Ela concluiu o bacharelato na Tennessee State University (TSU). Ela obteve depois um mestrado em ciências têxteis na Universidade Estadual de Ohio. Thompson completou um doutoramento em ciência têxtil e economia têxtil na Universidade do Tennessee.

## Carreira
Thompson ocupou cargos de administração de pesquisa na TSU por 13 anos. Ela foi vice-presidente da TSU para pesquisa e programas patrocinados antes de se transferir para a State University of New York em Oneonta para servir como reitora e vice-presidente de assuntos académicos por 4 anos.
Thompson tornou-se na 7ª presidente da Coppin State University em 1 de julho de 2015. Ela é a reitora da universidade. Depois de recuperar de um cancro, ela renunciou ao cargo em junho de 2019.

## Vida pessoal
Thompson é uma sobrevivente de cancro. Ela casou-se com o seu parceiro de longa data, Joseph Perry, em dezembro de 2018. Ela mora em Nashville.